# 自己ベスト (小田和正のアルバム)
『自己ベスト』（じこベスト）は、2002年4月24日に発売された小田和正通算3作目のベスト・アルバム。

## 解説
小田和正が自転車に乗りながら収録曲の一部をメドレーで歌うCMが話題を呼んだことでも知られる。オリコンのアルバムチャートで初登場1位を記録し、自身が持つオリコンアルバムチャート1位獲得最年長記録を54歳8か月（当時。それまでの記録は2001年に『LOOKING BACK 2』で記録した53歳8か月）に更新。2004年12月に自身初のアルバムでの累計売上げ枚数200万枚を突破した。さらには2010年11月に自身初の出荷枚数300万枚を突破した。このようにタイトル通り小田の様々な『自己ベスト』を更新した作品となった。このベスト・アルバムの続編『自己ベスト-2』発売に併せ、2008年1月末までの期間限定生産で本作のウィンター・パッケージ（三方背BOX仕様、ジャケットは冬の情景に変更、外袋に映画『手紙』タイアップ表記のステッカー付き）が発売され、同週のオリコンチャートでは前週126位から急浮上し14位をマークした。
期間限定生産のウィンター・パッケージの発売やオリコンの300位の作品までの累積を取り扱うようになったことにより永らくチャートインした結果、2013年6月3日付で集計開始以来初となる通算500週チャートイン（300位以内）を果たした。現在のチャートイン週数は550週となっている。
シングルやコンサート、セルフカヴァー・アルバム『LOOKING BACK』シリーズで人気の高かった15曲が選曲され、そのうち3曲はボーカルの再録音が行われている。また、全曲音が繋がる様に編集されている為、曲の始まりに前の曲の終わりが被っている箇所がある。
ジャケットのイラストは東京の街並みをモチーフにしたものが使われている。
発売から13年9か月以上を経て日本レコード協会より3ミリオンに認定された。
2017年9月時点でTSUTAYAにおいて累計250万回以上がレンタルされ、同時点でTSUTAYAにおけるベスト盤のレンタル回数では歴代9位である。

## 収録曲
1. キラキラ (2002) - (4:43)[1]
同年2月に発売の21stシングル。フジテレビ系ドラマ『恋ノチカラ』主題歌。
2. 秋の気配 (1977) - (5:02)[1]
3. 愛を止めないで (1979) - (4:26)[1]
以上、アルバム『LOOKING BACK』から。
4. さよなら (1979) - (4:43)[1]
アルバム『LOOKING BACK 2』から
5. Yes-No (1980) - (4:26)[1]
11thシングル「風の坂道」のカップリング。
6. 言葉にできない (1982) - (5:09)[1]
アルバム『LOOKING BACK 2』から。明治安田生命企業CM曲、ドラマ『夏休みのサンタさん』 (日本テレビ)主題歌、ドラマ『たったひとつのたからもの』 (日本テレビ)主題歌、映画『手紙』挿入歌、アニメ『プリパラ』 (テレビ東京)95話挿入歌。
7. 緑の日々 (1984) - (5:14)[1]
8thシングル。TBCブライダルキャンペーンソング。アルバム『LOOKING BACK』からの音源。
8. Oh! Yeah! (1991) - (4:45)[1]
6thシングル。第一生命パスポート21CM曲。
9. ラブ・ストーリーは突然に (1991) - (4:55)[1]
6thシングルのカップリング。フジテレビ系ドラマ『東京ラブストーリー』主題歌。新録音。2016年に発売されたオールタイム・ベスト「あの日 あの時」にはこちらのバージョンで収録されている。
10. my home town (1993) - (4:24)[1]
アルバム『MY HOME TOWN』から。第一生命パスポート5000CM曲。新録音。
11. 風の坂道 (1993) - (4:06)[1]
11thシングル。SHARP液晶ビューカムCM曲、NHK『人間マップ』テーマ曲、名古屋鉄道企業CM曲。
12. 伝えたいことがあるんだ (1997) - (4:23)[1]
16thシングル。TBS金曜ドラマ『最後の恋』主題歌。新録音。2016年に発売されたオールタイム・ベスト「あの日 あの時」にはこちらのバージョンで収録されている。
13. 緑の街 (1997) - (4:13)[1]
17thシングル。小田和正第二回映画監督作品『緑の街』主題歌。
14. 風のように (1997) - (4:42)[1]
17thシングルのカップリング。日産・エルグランドCM曲、映画『緑の街』挿入歌。アルバム『個人主義』からの音源。
15. woh woh (2000) - (4:01)[1]
19thシングル。JRAブランドCM曲。

## クレジット
- all songs written & arranged by kazumasa oda

### キラキラ
| mansaku kimura : drums           |
| nathan east : bass               |
| marie oishi : percussion         |
| yoshiyuki sahashi : guitars      |
| tomoyuki asakawa : harp          |
| chieko kinbara strings : strings |
| kenichi mitsuda : b.g.v.         |
| satoru sakamoto : b.g.v.         |
| hideki mochizuki : programming   |

### 秋の気配
| mansaku kimura : h.h. ; cymbals |
| nathan east : bass              |
| luis conte : percussion         |
| yoshiyuki sahashi : guitars     |
| hideki mochizuki : programming  |

### 愛を止めないで
| mansaku kimura : drums              |
| Kaoru Yamauchi : bass               |
| yoshiyuki sahashi : guitars         |
| masao terashima : trumpet & fl.horn |
| hideki mochizuki : programming      |

### さよなら
| nathan east : bass             |
| luis conte : percussion        |
| yoshiyuki sahashi : guitars    |
| hideki mochizuki : programming |

### Yes-No
| nathan east : bass             |
| yoshiyuki sahashi : guitars    |
| luis conte : percussion        |
| masayuki suzuki : b.g.v.       |
| chikuzen sato : b.g.v.         |
| hideki mochizuki : programming |

### 言葉にできない
| far east club band               |
| chieko kinbara strings : strings |
| hideki mochizuki : programming   |

### 緑の日々
| chiaki yoshiike : bass         |
| keiichi hidaka : guitars       |
| hideki mochizuki : programming |

### Oh! Yeah!
| nathan east : bass             |
| yoshiyuki sahashi : guitars    |
| masayuki suzuki : b.g.v.       |
| chikuzen sato : b.g.v.         |
| hideki mochizuki : programming |

### ラブ・ストーリーは突然に
| nathan east : bass             |
| yoshiyuki sahashi : guitars    |
| chikuzen sato : b.g.v.         |
| hideki mochizuki : programming |

### my home town
| nathan east : bass               |
| chieko kinbara strings : strings |
| hideki mochizuki : programming   |

### 風の坂道
| nathan east : bass             |
| luis conte : percussion        |
| yoshiyuki sahashi : guitars    |
| chikuzen sato : b.g.v.         |
| hideki mochizuki : programming |

### 伝えたいことがあるんだ
| mansaku kimura : drums         |
| nathan east : bass             |
| luis conte : percussion        |
| yoshiyuki sahashi : guitars    |
| hideki mochizuki : programming |

### 緑の街
| chieko kinbara strings : strings |
| tomoyuki asakawa : harp          |
| hiroyuki minami : horn           |
| eric miyashiro : trumpet         |
| shiro sasaki : trumpet           |
| mansaku kimura : cymbals         |
| hideki mochizuki : programming   |

### 風のように
| mansaku kimura : drums            |
| kaoru yamauchi : bass & b.g.v.    |
| masahiro inaba : guitars & b.g.v. |
| naoki kurio : keyboards & b.g.v.  |
| mitsuhiro sonoyama : b.g.v.       |
| junko yamamoto : b.g.v.           |
| mariko imataki : b.g.v.           |
| kino : b.g.v.                     |

### woh woh
| nathan east : bass                                         |
| yoshiyuki sahashi : guitars                                |
| chieko kinbara strings : strings                           |
| hideki mochizuki : programming                             |
|                                                            |
| satoru sakamoto appears by the courtesy of Nippon Columbia |
| chikuzen sato - sing like talking                          |
| masayuki suzuki appears by the courtesy of epic records    |

### スタッフ
| produced by       |   | kazumasa oda                                   |
|                   |   |                                                |
| mixed by          |   | bill schnee                                    |
| mastered by       |   | doug sax & robert hadley at the mastering lab. |
| recorded by       |   | yoshihide “king chang” mikami, bill schnee     |
| directed by       |   | tomoaki kinoshita                              |
| a&r               | : | nobumasa uchida, etsuko noguchi (little tokyo) |
| art direction     | : | masato kobayashi & k.oda                       |
| design            | : | yumiko sato (sun-m)                            |
| jacket coordinate | : | akihiro ishikawa                               |